# Teucholabis (Teucholabis) furva
Teucholabis (Teucholabis) furva is een tweevleugelige uit de familie steltmuggen (Limoniidae). De soort komt voor in het Neotropisch gebied.